# Ärkeängeln Sankt Mikaels kyrka
Ärkeängeln Sankt Mikaels kyrka (ukrainska: Церква св. Архистратига Михаїла) är en träkyrka väster om byn Uzhok i Transkarpatiens oblast i västra Ukraina.
Den byggdes 1745, är tillägnad ärkeängel Mikael och används som församlingskyrka. En sakristia har byggts i tegel och 1927 byggdes ett klocktorn.
År 2013 utsågs den, som en av 16 träkyrkor i Karpaterna, till världsarv under samlingsnamnet Träkyrkor i Karpatiska regionen i Polen och Ukraina av Unesco.

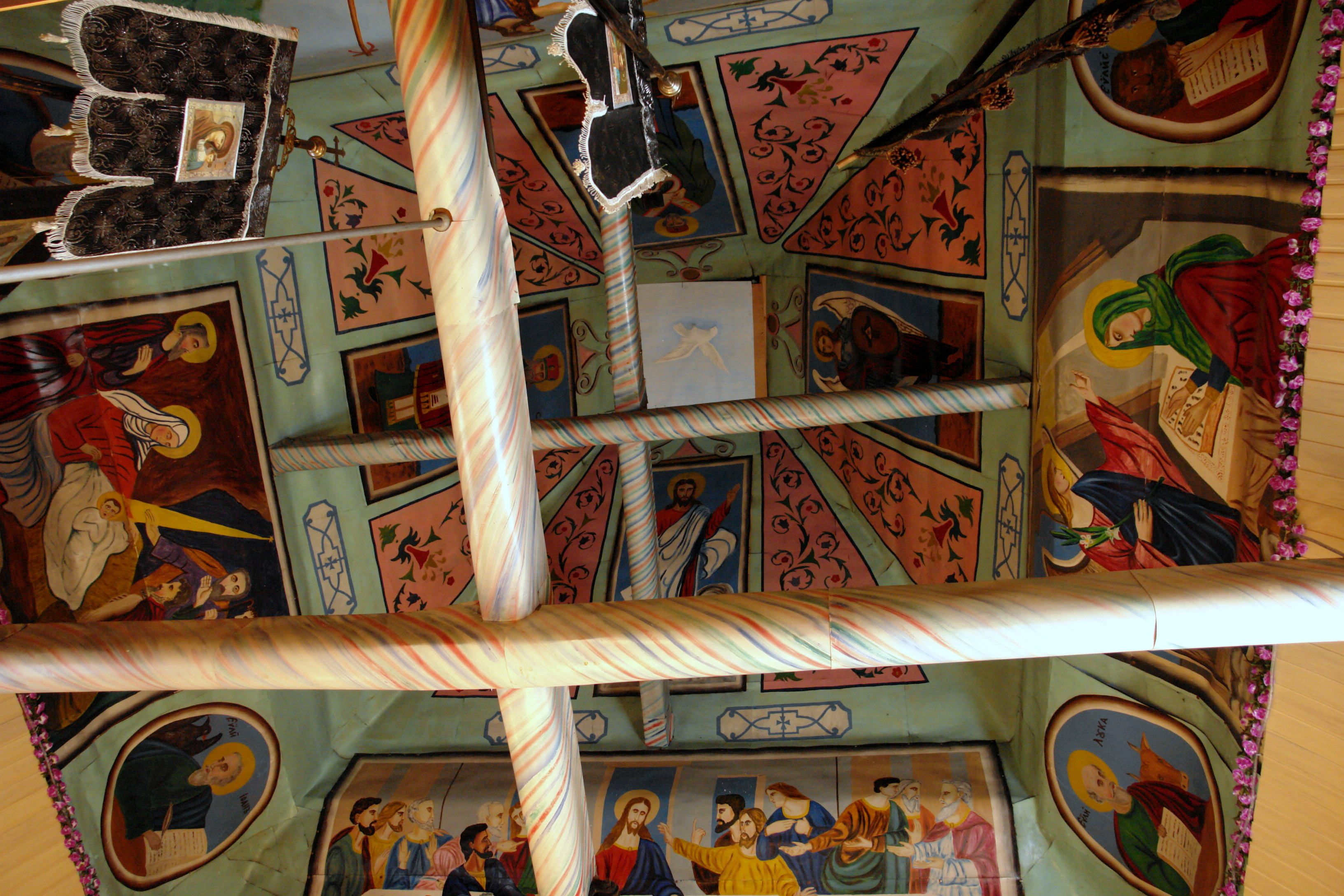
Innertaket i kyrkan.
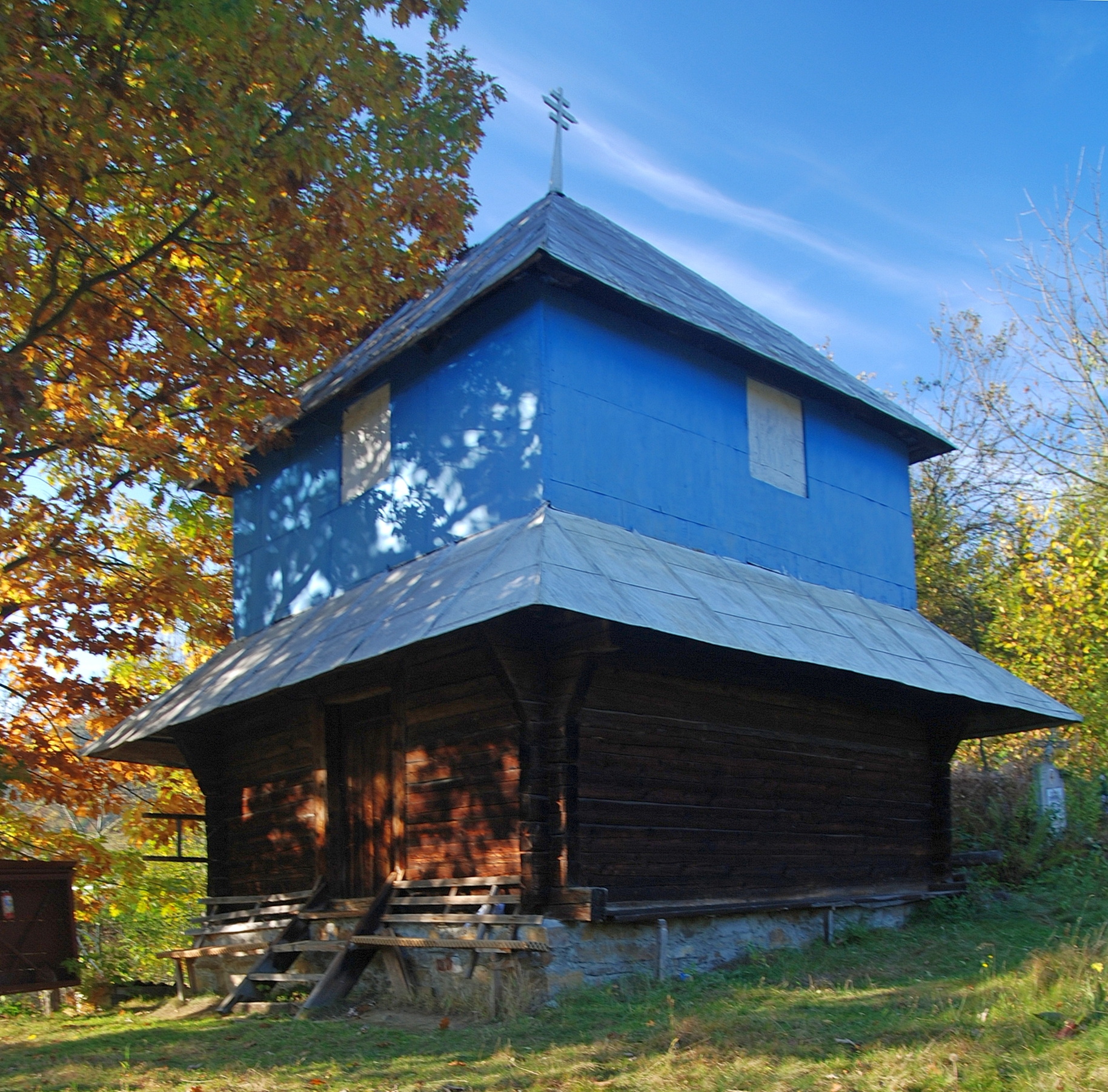
Klocktornet.